# Świna
Lo Świna (pronuncia [ɕfiːna], in tedesco Swine, in casciubo Swina) è un fiume della Polonia nord-occidentale, nel voivodato della Pomerania Occidentale, che scorre dalla laguna di Stettino alla baia della Pomerania, nel mar Baltico, dividendo le isole di Wolin e Usedom.

## Il corso
Lo Świna taglia centralmente la lingua di terra che separa la laguna di Stettino dal mar Baltico, quindi è parte costituente dell'estuario del fiume Oder, di cui trasporta il 75% della portata (un ulteriore 15% corrisponde alla portata del Peenestrom e il restante 10% allo Dziwna).

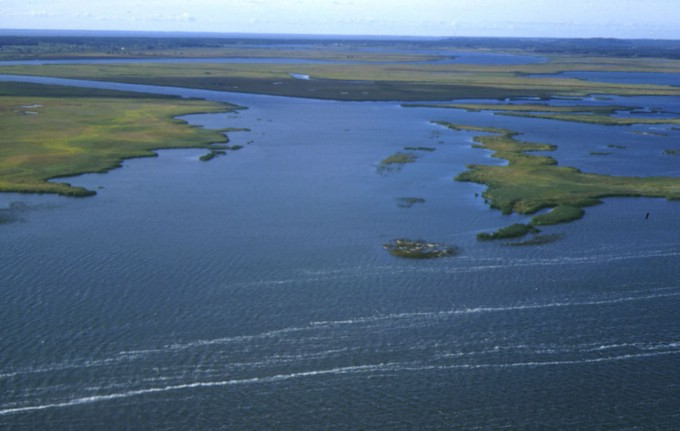
Uno scorcio del delta invertito dello Świna

Il fiume è lungo 16 km circa e presenta un corso sinuoso a partire dal delta invertito sulla laguna di Stettino fino all'estuario aggettante nel mar Baltico. Il delta invertito è stato creato dall'inondazione dello Świna del 1996. L'area si compone di innumerevoli canali e 44 isole le cui coste cambiano forma continuamente a causa del processo di accumulo di detriti. La direzione delle correnti nei vari canali del delta cambia continuamente e durante le tempeste provenienti da nord e da ovest correnti d'acqua scorrono verso la laguna inondando le isole.
L'unica città sul corso del fiume è Świnoujście, rinomata località turistica situata sulla sua foce.

## Storia
Dal 1729 al 1745, all'epoca all'interno del territorio dell'impero tedesco, lo Świna fu approfondito per renderlo praticabile alla navigazione per le navi in transito tra il Baltico e il porto di Stettino. L'obiettivo dell'amministrazione prussiana era quello di creare un percorso alternativo al Peenestrom controllato dall'impero svedese: le navi di passaggio godevano infatti di dazi ridotti rispetto a quelli gravanti per il transito per il Peenestrom; tuttavia molti mercantili preferivano comunque l'itinerario tradizionale per avere la possibilità di commerciare nel porto di Wolgast. Per contro, alle navi svedesi era vietato il passaggio per lo Świna.

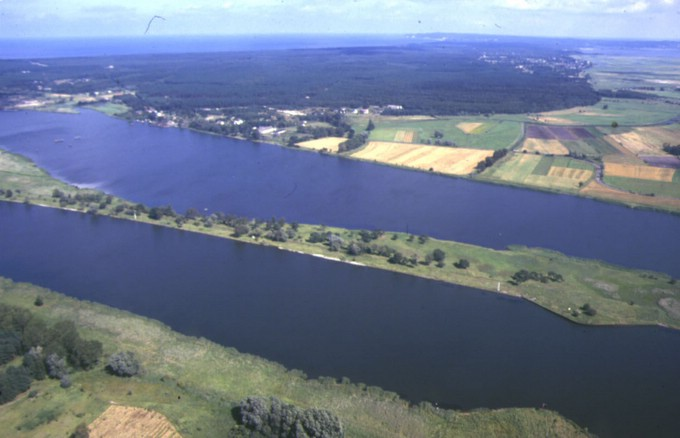
Il canale Mellinfahrt con lo Świna in secondo piano

Fu solo dopo l'espansione del porto di Świnoujście (all'epoca Swinemünde) del 1746 che ci fu un rilancio del commercio del legno sullo Świna.
Nel 1880 il fiume fu nuovamente approfondito e raddrizzato per mezzo del canale Mellinfahrt (ora Mieliński) e soprattutto del Kaiserfahrt (oggi canale Piast), completato in 6 anni. Quest'ultimo collegava la parte settentrionale dello Świna direttamente con la laguna di Stettino, permettendo il transito di grandi imbarcazioni. La realizzazione del canale Kaiserfahrt tagliò gli insediamenti di Karsibór, Woitzig e Lohberg dal resto dell'isola di Usedom, causando disagi alla popolazione. Un ponte fu poi costruito tra Karsibór e l'isola di Wolin.
Per mezzo delle nuove opere il fiume acquistò grande importanza e divenne il transito privilegiato verso il porto di Stettino.
Il territorio comprendente il corso del fiume fu infine ceduto dalla Germania alla Polonia nell'ambito degli scambi territoriali successivi alla seconda guerra mondiale.

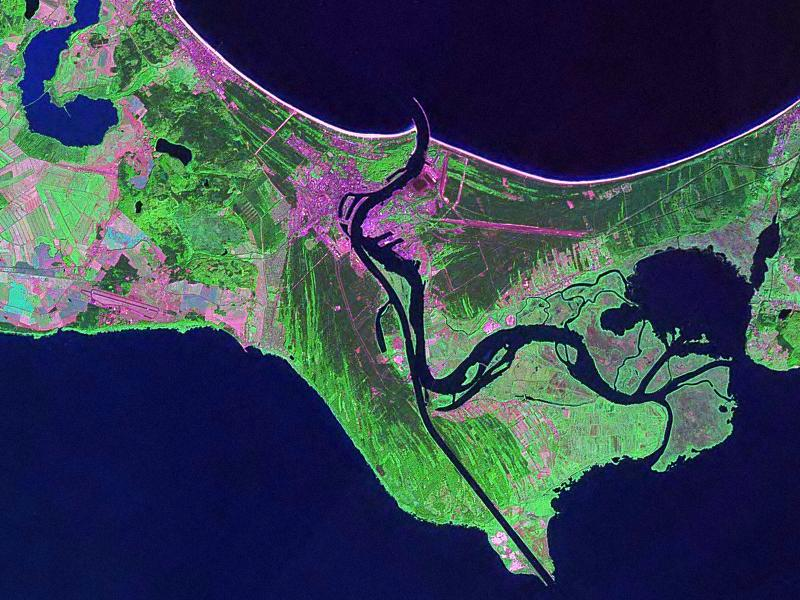
Il fiume Świna al centro, fotografato dal satellite Landsat